# AM Herculis
Désignations
AM Herculis est une étoile variable naine rouge de la constellation d'Hercule. Avec AN Ursae Majoris, elle est le prototype d'une catégorie d'étoiles variables cataclysmiques appelées « polaires », ou étoiles de type AM Her.

## Histoire
AM Herculis fut cataloguée pour la première fois en 1923 par Max Wolf et fut listée à l'époque comme Veränderlicher 28.1923, ce qui est maintenant AN 28.1923 dans le General Catalogue of Variable Stars. Il fut remarqué qu'il s'agissait d'une étoile variable irrégulière dont la magnitude apparente variait entre 12 et 14. En 1976, l'astronome S. Tapia découvrit que la lumière de l'étoile était polarisée à la fois linéairement et circulairement, montrant qu'il y avait un fort champ magnétique entourant le système et révélant que ce dernier était plus complexe que pensé précédemment,,.